# Федеральный закон № 398-ФЗ 2013 года
Федеральный закон № 398-ФЗ от 28 декабря 2013 года (закон Лугового, закон о блокировке экстремистских сайтов) — федеральный закон Российской Федерации «О внесении изменений в Федеральный закон „Об информации, информационных технологиях и о защите информации“». Закон позволяет Роскомнадзору по предписанию Генпрокуратуры РФ производить немедленную блокировку без решения суда сайтов, распространяющих призывы к массовым беспорядкам и с другой экстремистской информацией. Вступил в силу 1 февраля 2014 года.

## История создания
Авторами закона являются депутаты Андрей Луговой (ЛДПР), Николай Иванов (КПРФ) и Сергей Чиндяскин («Единая Россия»).

## Содержание
Закон предусматривает следующую процедуру: в случае обнаружения в Интернете информации, содержащей призывы к массовым беспорядкам, осуществлению экстремистской деятельности, участию в массовых (публичных) мероприятиях, проводимых с нарушением установленного порядка, включая случай поступления уведомления о распространении такой информации от федеральных органов государственной власти, органов государственной власти субъектов Российской Федерации, органов местного самоуправления, организаций или граждан, Генеральный прокурор Российской Федерации или его заместители направляют требование в федеральный орган исполнительной власти, осуществляющий функции по контролю и надзору в сфере средств массовой информации, массовых коммуникаций, информационных технологий и связи, о принятии мер по ограничению доступа к информационным ресурсам, распространяющим такую информацию.
После получения по системе взаимодействия требования федерального органа исполнительной власти, осуществляющего функции по контролю и надзору в сфере средств массовой информации, массовых коммуникаций, информационных технологий и связи, о принятии мер по ограничению доступа оператор связи, оказывающий услуги по предоставлению доступа в Интернет, обязан незамедлительно ограничить доступ к информационному ресурсу или к соответствующей информации, размещенной на нем и направить уведомление провайдеру хостинга или иному лицу, обеспечивающему размещение информационного ресурса.
В случае, если владелец информационного ресурса удалил соответствующую информацию, он направляет уведомление об этом в федеральный орган исполнительной власти, осуществляющий функции по контролю и надзору в сфере средств массовой информации, массовых коммуникаций, информационных технологий и связи. После получения такого уведомления федеральный орган исполнительной власти, осуществляющий функции по контролю и надзору в сфере средств массовой информации, массовых коммуникаций, информационных технологий и связи, обязан незамедлительно уведомить по системе взаимодействия оператора связи о возобновлении доступа к информационному ресурсу.

## Применение
13 марта 2014 года Роскомнадзор без судебного решения ограничил доступ сразу к трем интернет-СМИ: Грани.ру, Каспаров.ру, «Ежедневный журнал». Также в запрещённый реестр был внесен блог Алексея Навального в Живом Журнале и на сайте Эхо Москвы. Позднее состоялось решение суда, проверившее законность блокировки блога Алексея Навального.
20 декабря 2014 года социальные сети Facebook и Вконтакте выполнили требование Роскомнадзора по блокировке страниц, посвященных Народному сходу в поддержку Навального 15 января 2015 года. Впоследствии Facebook отказалась выполнять требования Роскомнадзора по поводу блокировки следующих страниц, посвященных этому событию.

## Критика
Правозащитники считают, что закон является инструментом Интернет-цензуры в России. Совет по правам человека при президенте РФ заявил, что данный закон серьёзно ограничивает конституционные права и свободы граждан.

## Обжалование распространителями информации
Попытки обжаловать решение о блокировке предпринимались Грани.ру.